# Ізраїль на зимових Олімпійських іграх 1994
Ізраїль на зимових Олімпійських іграх 1994 року, які проходили в норвезькому місті Ліллегаммер, був представлений 1 спортсменом в одному виді спорту (фігурне катання). Прапороносцем на церемоніях відкриття та закриття Олімпійських ігор був фігурист Міхаель Шмеркін.
Ізраїль вперше взяв участь у зимових Олімпійських іграх. Ізраїльський спортсмен не завоював жодної медалі.

## Фігурне катання
| чоловіки | Міхаель Шмеркін | 7.5 | 15 | 17.0 | 24.5 | 16 |